# Congresso dos Deputados do Povo da União Soviética
O Congresso dos Deputados do Povo da União Soviética ou Congresso dos Deputados Populares da União Soviética (em russo: Съезд народных депутатов СССР; romaniz.: Syezd narodnykh deputatov SSSR) foi o órgão máximo de autoridade estatal da União Soviética de 1989 a 1991. 

## Antecedentes
O Congresso dos Deputados do Povo da União Soviética foi criado como parte da agenda de reformas de Mikhail Gorbatchov e foi possibilitado pela primeira mudança constitucional de Gorbachev.
Em 1º de julho de 1988, o quarto e último dia da 19.ª Conferência do Partido, Gorbatchov obteve o apoio dos delegados para sua proposta de última hora de criar um novo órgão legislativo supremo chamado Congresso dos Deputados do Povo da União Soviética. Frustrado com a resistência da velha guarda às suas tentativas de liberalização, Gorbatchov mudou de rumo e embarcou em uma série de emendas à Constituição de 1977 para tentar separar o partido do Estado e, assim, isolar seus oponentes conservadores. Propostas detalhadas para o novo Congresso dos Deputados do Povo da União Soviética foram publicadas para consulta pública em 2 de outubro de 1988,  e para permitir a criação da nova legislatura, o Soviete Supremo, durante sua sessão de 29 de novembro a 1 de dezembro de 1988, implementou as emendas à Constituição Soviética de 1977, promulgou uma lei sobre a reforma eleitoral e fixou a data da eleição para 26 de março de 1989. 
Este novo Congresso seria o sucessor de facto do Congresso dos Sovietes da União Soviética da era leninista, estabelecido em 1922 e dissolvido em 1936. 

## Composição
O Congresso era composto por 2.250 deputados eleitos de três maneiras diferentes: 
- 750 deputados foram eleitos de acordo com o sistema usado nas eleições do Soviete da União no período de 1936 a 1989.
- 750 deputados foram eleitos de acordo com o sistema usado nas eleições do Soviete das Nacionalidades no período de 1936 a 1989.
- 750 deputados representando "organizações públicas", como o Partido Comunista, o Komsomol e os sindicatos. A lei eleitoral alocaria um número fixo de assentos para organizações.

O congresso se reunia duas vezes por ano e então elegia o Soviete Supremo reformado da União Soviética, composto por um número menor de deputados (542 no novo Soviete Supremo, em comparação com os 1.500 no antigo Soviete Supremo). O Soviete Supremo serviria então como uma legislatura permanente, decidindo todas as questões, exceto as mais importantes, como emendas à constituição soviética, que eram deixadas apenas para o Congresso pleno. 
Os poderes do congresso eram: emendar a constituição soviética, eleger o Soviete Supremo, revogar atos do Soviete Supremo, eleger o presidente do Soviete Supremo (porta-voz), ratificar o Presidente do Conselho de Ministros, realizar referendos nacionais, resolver questões relacionadas à estrutura nacional-república da união, definir as fronteiras nacionais e ratificar mudanças de fronteira entre repúblicas, definir as diretrizes básicas da política externa e interna, ratificar planos sociais e econômicos de longo prazo e outros assuntos nacionais. 

## Processo eleitoral

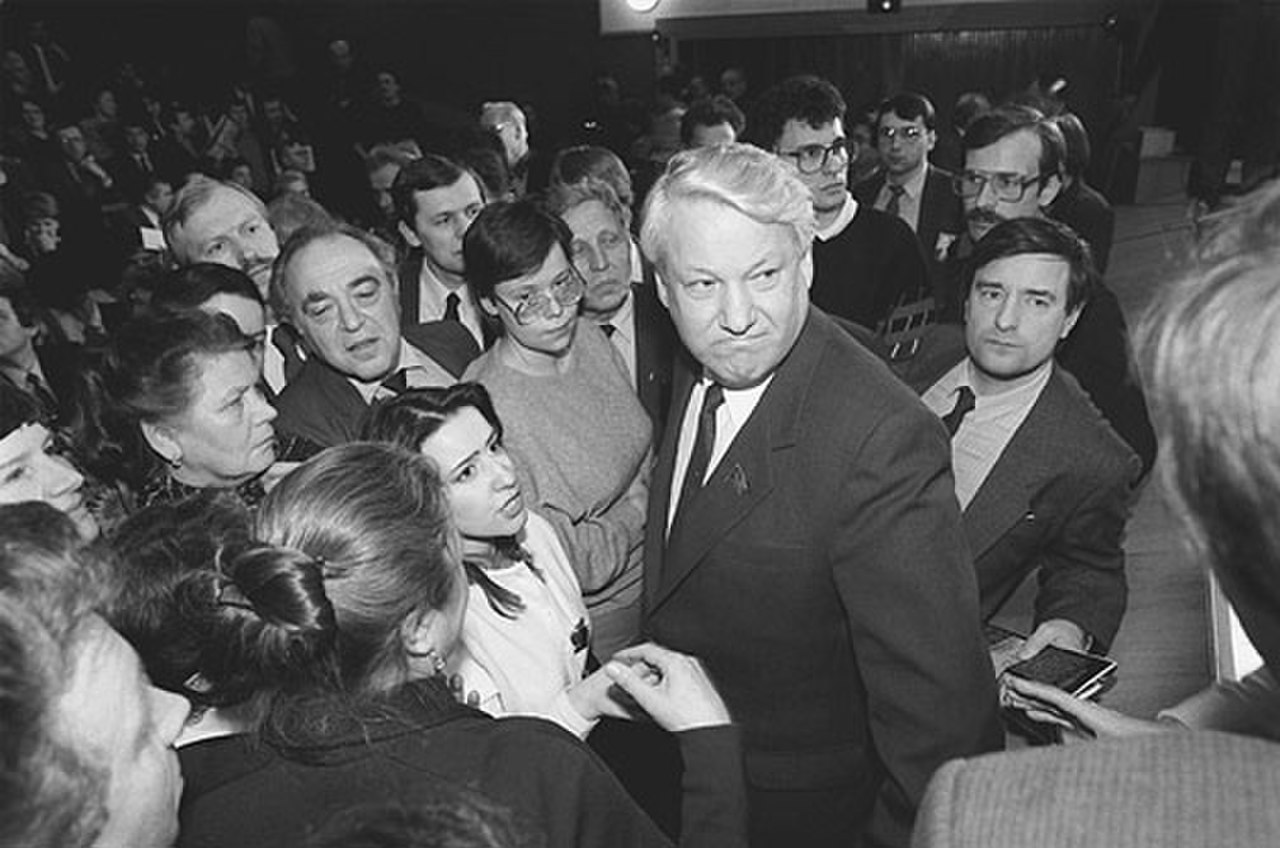
Boris Iéltsin durante sua campanha eleitoral em 1 de fevereiro de 1989.

A nomeação de candidatos para o Congresso dos Deputados do Povo da URSS (CPD), que durou um mês, durou até 24 de janeiro de 1989. No mês seguinte, a seleção entre os indicados dos 7.531 distritos ocorreu em reuniões organizadas por comissões eleitorais em nível de distrito eleitoral. Em 7 de março, uma lista final de 5.074 candidatos (um em 399 distritos eleitorais, dois em 953 distritos eleitorais e três ou mais em 163 distritos eleitorais) foi publicada; aproximadamente 85% deles eram membros do Partido Comunista da União Soviética (PCUS) e 17% eram mulheres. 
Nas duas semanas anteriores às eleições dos 1.500 distritos, foram realizadas eleições para preencher 750 cadeiras reservadas de organizações públicas, disputadas por 880 candidatos. Destes assentos, 100 foram atribuídos ao PCUS, 100 ao Conselho Central de Sindicatos de toda a União, 75 à União da Juventude Comunista (Komsomol), 75 ao Comitê das Mulheres Soviéticas, 75 à Organização de Veteranos de Guerra e Trabalho de toda a União [ru] e 325 para outras organizações, como a Academia de Ciências. O processo de seleção foi finalmente concluído em abril. 
Nas eleições gerais de 26 de março, a participação eleitoral foi de 89,8%. Com esta votação, 1.958 — incluindo 1.225 assentos distritais — dos 2.250 assentos do CPD foram preenchidos. Nas eleições distritais, foram realizadas eleições de segunda volta em 76 círculos eleitorais nos dias 2 e 9 de Abril e foram organizadas novas eleições nos dias 20 de Abril e 14 a 23 de Maio nos 199 círculos eleitorais restantes onde a maioria absoluta necessária não foi alcançada. 

## Sessões do Congresso
Uma eleição para o Congresso foi realizada em 26 de março de 1989. Posteriormente, o Congresso realizou quatro sessões:
- 1ª Sessão: 25 de maio – 9 de junho de 1989
- 2ª Sessão: 12 de dezembro – 24 de dezembro de 1989
- 3ª Sessão: 12 de março – 20 de março de 1990
- 4ª Sessão: 5 de setembro de 1991

Na primeira sessão, os deputados usaram sua liberdade de expressão para criticar o estado da União Soviética. Radicais e conservadores fizeram discurso após discurso, na primeira sessão, transmitida ao vivo e assistida por milhões de pessoas. Tantas pessoas assistiram que a produção industrial caiu, pois todos estavam grudados nas telas. Em sua primeira sessão, iniciada em 25 de maio, o CPD procedeu à escolha dos 542 membros do Soviete Supremo entre 573 candidatos. Os resultados finais foram anunciados em 27 de maio. O Soviete Supremo, um "órgão legislativo, administrativo e central permanente de autoridade estatal da URSS", seria convocado anualmente por seu Presidium para suas sessões recorrentes de primavera e outono, com duração, em regra, de três a quatro meses cada. 
O Soviete Supremo foi convocado para sua primeira sessão em 3 de junho. Em 21 de julho, foi anunciada a composição do novo Conselho de Ministros, liderado por Nikolai Ryzhkov. 
Apenas um Congresso foi eleito, em março de 1989. A diferença fundamental em relação às eleições anteriores na União Soviética era que as eleições eram realmente competitivas. Em vez de um candidato aprovado pelo Partido Comunista para cada cadeira, vários candidatos foram permitidos. Uma variedade de posições políticas diferentes, do comunismo ao pró-Ocidente, estavam representadas no Congresso, e debates animados ocorreram com diferentes pontos de vista expressos. 
Como resultado da tentativa de golpe de agosto de 1991, o Congresso dissolveu-se em 5 de setembro de 1991, transferindo os seus poderes para o Soviete Supremo da União Soviética e para o recém-criado Conselho de Estado da URSS,  que (Soviete Supremo e Conselho de Estado) deixou de existir em 26 de dezembro de 1991, juntamente com a própria União Soviética (1.606 a favor, 116 contra, 83 abstenções e 37 não votantes).